# レッド・ファング
レッド・ファング（Red Fang）は、2005年にアメリカ合衆国オレゴン州ポートランドで結成されたヘビーメタルバンド。 

## 概要
モンタナのWantage USA RecordsよりセルフタイトルのLPをリリース。Sargent House / WANTAGE USAで2009年にデビューし、最初の2枚が限定リリースとなる。 
2011年、クリス・ファンクのプロデュースによって、リラプス・レコードよりリリース（Murder the Mountainsも同時に）。 
Crowbar、HelmetとともにMetallianceツアーに参加。同じ年、ロックスターエナジードリンク主催「メイヘムフェスティバル2011」で、ヘッドライナーのMegadeth 、 Godsmack 、 Disturbedと共演する。 
2011年9月12日、Mastodonの2011年〜2012年のツアーのオープニングアクト（The Dillinger Escape Planとともに）をつとめることが発表された。 
2012年の後半に、Black Tuskとヨーロッパツアーにおいて、ロシア、ウクライナ、ギリシャを含む様々な国でライブを行った。 
2013年2月には、オーストラリアのSoundwave Festival出演のためオーストラリアを訪れ、またストーナーロックバンドのKyuss LivesとOrange Goblinとのサイドショーを行った。 
2013年にリリースした「Whales and Leeches」はビルボード66位を獲得。 
2014年1月にLate ShowにてDavid Letterman、音楽ディレクターPaul Shafferとともに、「Blood Like Cream」をオルガン演奏した。
2014年8月13日、スウェーデンのメタルバンドOpethとIn Flamesによる2014年北米ツアーのオープニングアクトとして発表された。 

## メンバー
- ブライアン・ジャイルズ - ギター＆ヴォーカル（2005年 - 現在）
- アーロン・ビーム  - ベース＆ボーカル（2005年 - 現在）
- デヴィッド・サリヴァン  - リードギター（2005年 - 現在）、バッキングヴォーカル（2009年）
- ジョンシャーマン - ドラム（2005年 - 現在）

## ディスコグラフィー
スタジオアルバム
- Red Fang（Sargent House, 2009）
- Murder the Mountains（Relapse Records, 2011）＃25US Top Heatseekers
- Whales and Leeches（Relapse Records, 2013）＃66 US Billboard 200
- Only Ghosts（Relapse Records, 2016）＃143 US Billboard 200
- Arrows (Relapse Records, 2021)

シングル
- "Prehistoric Dog" (Sargent House, 2009)
- "Witness" (self-released, 2009)
- "Wires" (Relapse Records, 2011)
- "Crows in Swine" (Relapse Records, 2012)
- "Blood Like Cream" (Relapse Records, 2013)
- "No Hope" (Relapse Records, 2013)
- "Can't_Help_Falling_In_Love Only Fools Rush In]/Why?" (Volcom Entertainment, 2015)

EP＆スプリット
- Tour E.P. 2 (Wantage USA, 2007)
- Malverde/Favorite Son split w/ Tweak Bird (Volcom Entertainment, 2008)
- Red Fang/ASG split (Relapse Records, 2013)
- Scion AV Presents Red Fang (2014)
- Teamrock.com presents an Absolute Music Bunker Session with Red Fang (self-released, 2014)

その他
- Metal_Swim Metal Swim] - Adult Swimコンピレーションアルバム（2010）

## ビデオ撮影
- "Prehistoric Dog" (2010)
- "Wires" (2011) featuring Brian_Posehn Brian Posehn]
- "Hank Is Dead" (2012)
- "Dirt Wizard" (2012)
- "Blood Like Cream" (2013) featuring Fred_Armisen Fred Armisen]
- "The Meadows" (2014)
- "Crows in Swine" (2014)
- "Shadows" (2016)
- "Cut It Short" (2017)
- "Listen to the Sirens" (2018) Tubeway_Army Tubeway Army] cover.